# Hollandse Hoogte
Hollandse Hoogte is een Nederlands fotobureau in Den Haag, dat beelden van Nederlandse fotografen en buitenlandse fotobureaus levert aan kranten, tijdschriften en organisaties. De databank van Hollandse Hoogte bevat 25 miljoen beelden, waaronder nieuwsfoto's, portretten, lifestylefotografie, amusement en reisreportages.

## Geschiedenis
Hollandse Hoogte werd in 1985 in Amsterdam opgericht door Dick Breebaart, Simon B. Kool, Roel Sandvoort en Louis Zaal. Het bureau kwam voort uit een netwerk van fotografen dat betrokken was bij Plaatwerk, een tijdschrift voor sociale fotografie dat in de jaren tachtig op zijn hoogtepunt was. De naam Hollandse Hoogte verwijst naar een oude term uit de grafische vormgeving die de letterhoogte van loodzetsel aangaf. Vijftien jaar na de oprichting waren enkele honderden Nederlandse fotografen bij het bureau aangesloten.
In 2002 nam Hollandse Hoogte fotobureau Transworld Features over en werd daarmee ook actief in het buitenland. Hollandse Hoogte werd vertegenwoordiger in Nederland van de fotobureaus Magnum en Camera Press. In 2007 werd RBP Press, gericht op entertainmentfotografie, overgenomen. Naast de ongeveer 500 Nederlandse fotografen vertegenwoordigt Hollandse Hoogte ook circa 200 buitenlandse fotobureaus. 
In 2013 besloot Wegener Media alle fotografie voor zijn dagbladtitels via het bureau af te nemen. Met ANP en Novum Foto kreeg het in 2013 de opdracht voor het leveren van beeldmateriaal voor de rijksoverheid. In 2015 verhuisde Hollandse Hoogte naar Den Haag.
In 2016 overleed Louis Zaal, een van de oprichters van het fotobureau.
In juni 2018 werd Hollandse Hoogte overgenomen door het Algemeen Nederlands Persbureau (ANP). ANP probeerde het fotobureau in 2014 en in 2017 eerder al over te nemen. Bij de overname werden geen bedragen genoemd.

## Fotografen (selectie)
Bij Hollandse Hoogte zijn onder meer de volgende fotografen aangesloten:
- Hans Aarsman
- Sacha de Boer
- Menno Boermans
- Jan Bogaerts
- Cleo Campert
- Pierre Crom
- Ad van Denderen
- Sake Elzinga
- Carel van Hees
- Arnold Karskens
- Arie Kievit
- Bertien van Manen
- Hans van der Meer
- Vincent Mentzel
- Willem Middelkoop
- Ilvy Njiokiktjien
- Thomas Schlijper
- Margriet Smulders
- Elmer Spaargaren
- Michel Szulc-Krzyzanowski
- Kees Tabak
- Marie Cécile Thijs
- Alex Vanhee
- Bert Verhoeff
- Teun Voeten
- Rop Zoutberg